# Liste der Bodendenkmäler in Pöttmes
Auf dieser Seite sind die Bodendenkmäler in dem schwäbischen Markt Pöttmes zusammengestellt. Diese Tabelle ist eine Teilliste der Liste der Bodendenkmäler in Bayern. Grundlage ist die Bayerische Denkmalliste, die auf Basis des Bayerischen Denkmalschutzgesetzes vom 1. Oktober 1973 erstmals erstellt wurde und seither durch das Bayerische Landesamt für Denkmalpflege geführt wird. Die folgenden Angaben ersetzen nicht die rechtsverbindliche Auskunft der Denkmalschutzbehörde.

## Bodendenkmäler in Pöttmes

### Bodendenkmäler in der Gemarkung Ebenried
| Lage                | Objekt | Akten-Nr.     | Bild |
| ------------------- | --- | ------------- | ---- |
| Ebenried (Standort) | Grabhügel vorgeschichtlicher Zeitstellung.                                                                                                 | D-7-7432-0075 |      |
| Ebenried (Standort) | Grabhügel vorgeschichtlicher Zeitstellung.                                                                                                 | D-7-7432-0089 |      |
| Ebenried (Standort) | Mittelalterliche und frühneuzeitliche Befunde im Bereich der Katholischen Pfarrkirche St. Anna in Ebenried. Siehe auch: Ebenried (Pöttmes) | D-7-7432-0121 |      |

### Bodendenkmäler in der Gemarkung Echsheim
| Lage                                       | Objekt | Akten-Nr.     | Bild           |
| ------------------------------------------ | --- | ------------- | -------------- |
| Echsheim (Standort)                        | Siedlung vor- und frühgeschichtlicher Zeitstellung. | D-7-7331-0010 |                |
| Echsheim (Standort)                        | Siedlung vor- und frühgeschichtlicher Zeitstellung. | D-7-7432-0054 |                |
| Echsheim Pfarrer-Bauer-Straße 2 (Standort) | Mittelalterliche und frühneuzeitliche Befunde im Bereich der Katholischen Pfarrkirche Mariä Heimsuchung in Echsheim. Siehe auch: Mariä Heimsuchung (Echsheim), Echsheim | D-7-7432-0124 | weitere Bilder |

### Bodendenkmäler in der Gemarkung Grimolzhausen
| Lage                                        | Objekt | Akten-Nr.     | Bild |
| ------------------------------------------- | --- | ------------- | ---- |
| Grimolzhausen (Standort)                    | Grabhügel vorgeschichtlicher Zeitstellung. | D-7-7432-0008 |      |
| Grimolzhausen (Standort)                    | Mittelalterlicher Wasserburgstall. | D-7-7432-0009 |      |
| Grimolzhausen (Standort)                    | Siedlung vor- und frühgeschichtlicher Zeitstellung.                                                                                                 | D-7-7432-0030 |      |
| Grimolzhausen (Standort)                    | Grabhügel vorgeschichtlicher Zeitstellung. | D-7-7432-0042 |      |
| Grimolzhausen (Standort)                    | Verebnete Grabhügel vorgeschichtlicher Zeitstellung.                                                                                                | D-7-7432-0052 |      |
| Grimolzhausen (Standort)                    | Siedlung vorgeschichtlicher Zeitstellung. | D-7-7432-0066 |      |
| Grimolzhausen (Standort)                    | Siedlung vorgeschichtlicher Zeitstellung. | D-7-7432-0067 |      |
| Grimolzhausen (Standort)                    | Siedlung vorgeschichtlicher Zeitstellung. | D-7-7432-0068 |      |
| Grimolzhausen Pöttmeser Straße 2 (Standort) | Mittelalterliche und frühneuzeitliche Befunde im Bereich der Katholischen Pfarrkirche Mariä Heimsuchung in Grimolzhausen. Siehe auch: Grimolzhausen | D-7-7432-0128 |      |

### Bodendenkmäler in der Gemarkung Gundelsdorf
| Lage                                                     | Objekt | Akten-Nr.     | Bild           |
| -------------------------------------------------------- | --- | ------------- | -------------- |
| Gundelsdorf (Standort)                                   | Befestigung vor- und frühgeschichtlicher Zeitstellung. | D-7-7432-0051 |                |
| Gundelsdorf (Standort)                                   | Siedlung der römischen Kaiserzeit. | D-7-7432-0078 |                |
| Gundelsdorf Bürgermeister-Hundseder-Straße 11 (Standort) | Mittelalterliche und frühneuzeitliche Befunde im Bereich der Katholischen Pfarrkirche Hl. Kreuz in Gundelsdorf. Siehe auch: Heilig Kreuz (Gundelsdorf), Gundelsdorf (Pöttmes) | D-7-7432-0126 | weitere Bilder |

### Bodendenkmäler in der Gemarkung Handzell
| Lage                               | Objekt | Akten-Nr.     | Bild                                             |
| ---------------------------------- | --- | ------------- | ------------------------------------------------ |
| Handzell (Standort)                | Grabhügel vorgeschichtlicher Zeitstellung.                                                                                                  | D-7-7432-0007 |                                                  |
| Handzell Hauptstraße 17 (Standort) | Mittelalterliche und frühneuzeitliche Befunde im Bereich der Katholischen Pfarrkirche St. Maria Magdalena in Handzell. Siehe auch: Handzell | D-7-7432-0132 | Mittelalterliche und frühneuzeitliche Befunde im |
| Handzell (Standort)                | Mittelalterliche und frühneuzeitliche Befunde im Bereich der Katholischen Filial- und Wallfahrtskirche St. Othmar. Siehe auch: Sankt Othmar | D-7-7432-0139 |                                                  |

### Bodendenkmäler in der Gemarkung Heimpersdorf
| Lage                    | Objekt                                              | Akten-Nr.     | Bild |
| ----------------------- | --------------------------------------------------- | ------------- | ---- |
| Heimpersdorf (Standort) | Siedlung vor- und frühgeschichtlicher Zeitstellung. | D-7-7431-0001 |      |

### Bodendenkmäler in der Gemarkung Immendorf
| Lage                 | Objekt | Akten-Nr.     | Bild           |
| -------------------- | --- | ------------- | -------------- |
| Immendorf (Standort) | Grabenwerk vor- und frühgeschichtlicher Zeitstellung.                                                         | D-7-7432-0040 |                |
| Immendorf (Standort) | Siedlung der römischen Kaiserzeit.                                                                            | D-7-7432-0083 |                |
| Immendorf (Standort) | Abschnittsbefestigung vor- und frühgeschichtlicher Zeitstellung.                                              | D-7-7432-0102 |                |
| Immendorf (Standort) | Mittelalterliche und frühneuzeitliche Befunde im Bereich der Katholischen Filialkirche St. Anna in Immendorf. | D-7-7432-0142 | weitere Bilder |
| Immendorf (Standort) | Gräber der Urnenfelderzeit, Siedlung vorgeschichtlicher Zeitstellung.                                         | D-7-7432-0160 |                |

### Bodendenkmäler in der Gemarkung Kühnhausen
| Lage                  | Objekt                                                  | Akten-Nr.     | Bild |
| --------------------- | ------------------------------------------------------- | ------------- | ---- |
| Kühnhausen (Standort) | Siedlung vor- und frühgeschichtlicher Zeitstellung.     | D-7-7432-0015 |      |
| Kühnhausen (Standort) | Grabhügel vorgeschichtlicher Zeitstellung.              | D-7-7432-0029 |      |
| Kühnhausen (Standort) | Schürfgruben vor- und frühgeschichtlicher Zeitstellung. | D-7-7432-0043 |      |

### Bodendenkmäler in der Gemarkung Osterzhausen
| Lage                                   | Objekt | Akten-Nr.     | Bild |
| -------------------------------------- | --- | ------------- | ---- |
| Osterzhausen (Standort)                | Siedlung vor- und frühgeschichtlicher Zeitstellung.                                                                                         | D-7-7431-0048 |      |
| Osterzhausen Obere Straße 1 (Standort) | Mittelalterliche und frühneuzeitliche Befunde im Bereich der Katholischen Pfarrkirche St. Michael in Osterzhausen. Siehe auch: Osterzhausen | D-7-7432-0158 |      |

### Bodendenkmäler in der Gemarkung Pöttmes
| Lage                            | Objekt | Akten-Nr.     | Bild           |
| ------------------------------- | --- | ------------- | -------------- |
| Pöttmes (Standort)              | Grabhügel vorgeschichtlicher Zeitstellung. Siehe auch: Hügelgrab | D-7-7332-0001 |                |
| Pöttmes (Standort)              | Mittelalterlicher Burgstall, frühneuzeitliches Schloss. Siehe auch: Burgstall                                                                                                   | D-7-7432-0004 |                |
| Pöttmes (Standort)              | Grabenwerk vor- und frühgeschichtlicher Zeitstellung. Siehe auch: Grabenwerk | D-7-7432-0005 |                |
| Pöttmes (Standort)              | Grabhügel der Hallstattzeit. Siehe auch: Hallstattzeit | D-7-7432-0010 |                |
| Pöttmes (Standort)              | Grabhügel vorgeschichtlicher Zeitstellung. | D-7-7432-0011 |                |
| Pöttmes (Standort)              | Wall- und Grabenwerk vor- und frühgeschichtlicher Zeitstellung. | D-7-7432-0012 |                |
| Pöttmes (Standort)              | Befestigte Höhensiedlung der Bronzezeit, Urnenfelder- und Hallstattzeit sowie des Frühmittelalters. Siehe auch: Bronzezeit, Urnenfelderzeit, Hallstattzeit, Schanze Wagesenberg | D-7-7432-0013 | weitere Bilder |
| Pöttmes (Standort)              | Grabhügel vorgeschichtlicher Zeitstellung, Burgstall des Mittelalters. Siehe auch: Burgstall Wagesenberg                                                                        | D-7-7432-0017 | weitere Bilder |
| Pöttmes (Standort)              | Grabhügel vorgeschichtlicher Zeitstellung. | D-7-7432-0019 |                |
| Pöttmes (Standort)              | Siedlung und Brandgräber der römischen Kaiserzeit. | D-7-7432-0063 |                |
| Pöttmes (Standort)              | Siedlung vorgeschichtlicher Zeitstellung. | D-7-7432-0087 |                |
| Pöttmes (Standort)              | Frühneuzeitliche Befunde im Bereich der ehemalige Klause Hl. Maria Magdalena.                                                                                                   | D-7-7432-0145 |                |
| Pöttmes (Standort)              | Spätmittelalterliche Befestigung des Inneren Marktes in Pöttmes. | D-7-7432-0146 |                |
| Pöttmes (Standort)              | Mittelalterliche und frühneuzeitliche Befunde im Bereich der Marktsiedlung von Pöttmes.                                                                                         | D-7-7432-0147 |                |
| Pöttmes Kirchplatz 8 (Standort) | Mittelalterliche und frühneuzeitliche Befunde im Bereich der Katholischen Pfarrkirche St. Peter und Paul in Pöttmes.                                                            | D-7-7432-0148 | weitere Bilder |
| Pöttmes Marktplatz 9 (Standort) | Mittelalterliche und frühneuzeitliche Befunde im Bereich der Katholischen Kirche St. Johannes d.T. in Pöttmes und ihrer Vorgängerbauten.                                        | D-7-7432-0149 | weitere Bilder |
| Pöttmes (Standort)              | Grabenwerk vor- und frühgeschichtlicher Zeitstellung. | D-7-7432-0157 |                |
| Pöttmes (Standort)              | Richtstätte der frühen Neuzeit. | D-7-7432-0161 |                |

### Bodendenkmäler in der Gemarkung Schnellmannskreuth
| Lage                                       | Objekt | Akten-Nr.     | Bild |
| ------------------------------------------ | --- | ------------- | ---- |
| Schnellmannskreuth Dorfstraße 3 (Standort) | Mittelalterliche und frühneuzeitliche Befunde im Bereich der Katholischen Pfarrkirche St. Mariä Himmelfahrt in Schnellmannskreuth. Siehe auch: Schnellmannskreuth | D-7-7432-0153 |      |

### Bodendenkmäler in der Gemarkung Schorn
| Lage              | Objekt | Akten-Nr.     | Bild           |
| ----------------- | --- | ------------- | -------------- |
| Schorn (Standort) | Abschnittsbefestigung vor- und frühgeschichtlicher Zeitstellung. Siehe auch: Abschnittsbefestigung Schorn                                | D-7-7332-0002 | weitere Bilder |
| Schorn (Standort) | Mittelalterliche und frühneuzeitliche Befunde im Bereich der Katholischen Pfarrkirche St. Magnus in Schorn. Siehe auch: Schorn (Pöttmes) | D-7-7432-0155 | weitere Bilder |
| Schorn (Standort) | Abschnittsbefestigung vor- und frühgeschichtlicher Zeitstellung.                                                                         | D-7-7432-0162 |                |

### Bodendenkmäler in der Gemarkung Wiesenbach
| Lage                                   | Objekt | Akten-Nr.     | Bild                                          |
| -------------------------------------- | --- | ------------- | --------------------------------------------- |
| Wiesenbach Baarer Straße 34 (Standort) | Mittelalterliche und frühneuzeitliche Befunde im Bereich der Katholischen Pfarrkirche St. Markus in Wiesenbach. Siehe auch: Wiesenbach (Pöttmes) | D-7-7431-0244 | Mittelalterliche und frühneuzeitliche Befunde |
| Wiesenbach (Standort)                  | Siedlung oder Grabhügel vor- und frühgeschichtlicher Zeitstellung.                                                                               | D-7-7432-0053 |                                               |
| Wiesenbach (Standort)                  | Siedlung vorgeschichtlicher Zeitstellung sowie der Linear- und Stichbandkeramik.                                                                 | D-7-7432-0088 |                                               |